# Hapoël Tel Aviv (football féminin)
Pour les articles homonymes, voir Hapoël Tel-Aviv.
Le Hapoël Tel-Aviv (en hébreu : הפועל תל אביב) est un ancien club israélien de football féminin fondé en 1998 et disparu en 2002, et basé dans la ville de Tel-Aviv.
Le club était la section football féminin du club omnisports du même nom, le Hapoël Tel-Aviv.

## Palmarès
| \| - Championnat d'Israël féminin (1) : - Champion : 2000-01 - Coupe d'Israël féminine (1) : - Vainqueur : 2000-01. - Finaliste : 2001-02. \| \| - Ligue des champions féminine - Meilleure performance : Phase de groupes en 2001-02. \| |  |                                                                                       |
| - Championnat d'Israël féminin (1) : - Champion : 2000-01 - Coupe d'Israël féminine (1) : - Vainqueur : 2000-01. - Finaliste : 2001-02.                                                                                                   |  | - Ligue des champions féminine - Meilleure performance : Phase de groupes en 2001-02. |